# Marilyn White
Marilyn White, född 17 oktober 1944 i Los Angeles i Kalifornien, är en amerikansk före detta friidrottare.
White blev olympisk silvermedaljör på 4 x 100 meter vid sommarspelen 1964 i Tokyo.